# Вилма Еспин
Вилма Еспин (на испански: ‌Vilma Espín) е кубинска революционерка, феминистка и инженер-химик.
Тя е омъжена за Раул Кастро, бивши кубински президент, който е брат на Фидел Кастро. Еспин има 4 деца (Дебора, Мариела, Нилса и Алехандро Кастро Еспин) и 7 внучета. Дъщеря ѝ Мариела Кастро понастоящем оглавява кубинския Национален център за сексуално образование, а синът ѝ Алехандро Кастро Еспин е полковник в Министерството на вътрешните работи.

## Ранен живот
Вилма Еспин е родена на 7 април 1930 г. в Сантяго де Куба, дъщеря на богат кубински адвокат Хосе Еспин и съпругата му Маргарита Хилой. Тя има четири братя и сестри: Нилса, Иван, Соня и Хосе. Еспин посещава началното училище Pérez-Peña и изучава балет и пеене в Asociación Pro-Arte Cubano през 40-те години на миналия век. През 1950-те години, тя изучава химическо инженерство в Университета де Ориенте, Сантяго де Куба и извършва следдипломна работа в MIT в Кеймбридж, Масачузетс.

## Роля в Кубинската революция
Връщайки се у дома, тя става по-ангажирана с опозицията срещу диктатора Фулхенсио Батиста. Среща с революционния лидер Франк Паис я кара да стане лидер на революционното движение в провинция Ориенте. Еспин среща братята Кастро, които се местят в Мексико след неуспешната им въоръжена атака срещу казармите „Монкада“. Еспин действа като посланик между движението 26 юли в Мексико и Паис в Куба. След това, тя помага на революционерите в планините Сиера Маестра след завръщането на Движението на яхтата Гранма на 26 юли. Тя и Раул се женят на 26 януари 1959 г.
Вилма Еспин е една от най-значимите революционери, предотвратила намесата на правителството на Съединените щати. През 1957 г. генерал Лиман Къркпатрик от ЦРУ е изпратен в Ориенте Куба, за да разбере дали движението на Кастро е свързано с комунизма. Той е изпратен да се срещне с някои от главните финансови поддръжници на революцията в Куба. Най-голямата от тях е фирма, наречена Bacardi Corp. Бащата на Вилма Еспин е основният адвокат на Bacardi Corp. Тя се съгласява да се срещне с генерал Къркпатрик. Попитана за връзките на Фидел Кастро, Раул Кастро и Че Гевара с комунизма, тя отговоря, че тези твърдения са смешни. Тя казва: „Всички тези обвинения са слухове на Батиста“. Тя убеждава генерал Къркпатрик, че няма комунистически връзки, тъй като се съобщава, че се е върнала у дома в подкрепа на Кастро.
Вилма Еспин е откровен поддръжник на равенството между половете в Куба. Включването ѝ в революцията спомага за връщането на половите норми в Куба, а през 1960 г. Еспин става президент на Федерацията на кубинските жени (Federacion de Mujeres Cubanas). Тя се застъпва за грамотността на жените, правото на жените да работят и преподаването на жените на основни умения в областта на здравеопазването и образованието. През 1960 г., когато захарните заводи и захарна тръстика са нападнати в Куба малко преди нахлуването в залива на прасетата, Федерацията на кубинските жени създава Бригадите за спешна медицинска реакция, за да мобилизира жените срещу контрареволюцията. През 1966 г. Кастро прави реч пред нацията, като призовава жените да се присъединят към работната сила. Тъй като жените, които са там, прекарват по-малко време у дома с децата си, Федерацията на кубинските жени създава центрове за грижи за деца на работещи жени.

## Роля в кубинското правителство
Еспин е президент на Федерацията на кубинските жени от основаването през 1960 г. до смъртта си. Организацията е призната неправителствена организация, която претендира за членство на повече от 3,5 милиона жени. Еспин също е член на Държавния съвет на Куба, както и член на Централния комитет и Политбюро на Кубинската комунистическа партия от 1980 г. до 1991 г.
Еспин често е наричана „Първа дама“ на Куба, поради близките си отношения с двамата Кастро. Тя участва в приемането на Кубинския семеен кодекс от 1975 г., в който се изисква съвместно домакинство между мъж и жена.
През септември 1959 г. Еспин оглавява и кубинската делегация на първия латиноамерикански конгрес за жените и децата в Чили. Тя оглавява и кубинските делегации на конференциите за жените, проведени в Мексико, Копенхаген, Найроби и Пекин.

## Смърт
Еспин почива в Хавана на 18 юни 2007 г. след продължително заболяване. От 20:00 часа е обявен национален траур на 18 юни до 22:00 часа на 19 юни. Фидел Кастро връчва великолепие за Еспин в деня след смъртта ѝ, хвалейки я за своите добродетели и работа. Тялото ѝ е кремирано и нейните останки са положени в Мавзолея на Франк Пари, Municipio II Frente в провинция Сантяго де Куба, Куба.